# Paronychia macrosepala
Paronychia macrosepala är en nejlikväxtart som beskrevs av Pierre Edmond Boissier. Paronychia macrosepala ingår i släktet prasselörter, och familjen nejlikväxter.

## Underarter
Arten delas in i följande underarter:
- P. m. cretica
- P. m. insularum